# Witvleugelstruikzanger
De witvleugelstruikzanger (Bradypterus carpalis) is een zangvogel uit de familie Locustellidae.

## Verspreiding en leefgebied
Deze soort komt voor in noordoostelijk Congo-Kinshasa, Oeganda en Rwanda.

## Status
De grootte van de populatie is niet gekwantificeerd maar de soort wordt omschreven als plaatselijk algemeen. Op de Rode lijst van de IUCN heeft deze soort de status niet bedreigd.